# Cambiale

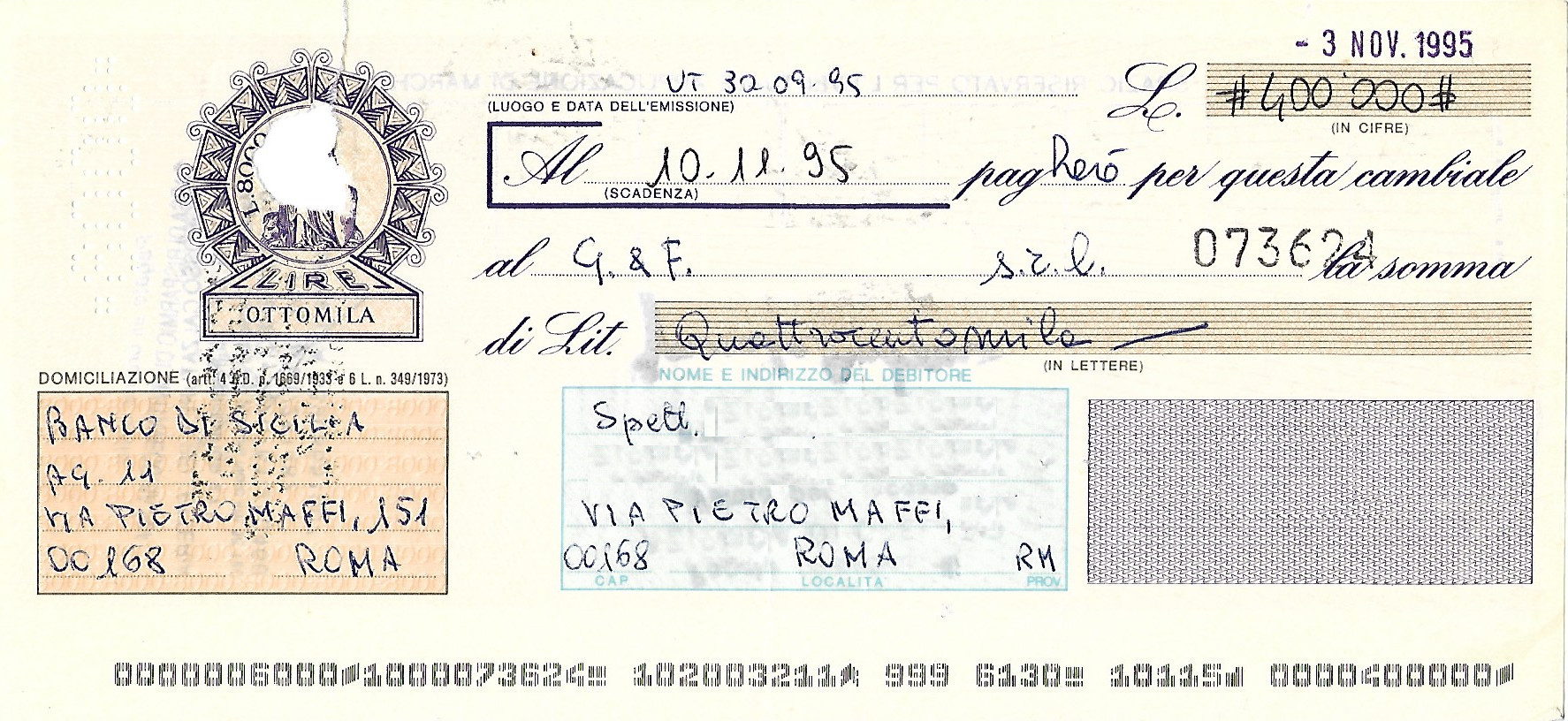
Cambiale del 1995 del valore di

La cambiale è un titolo di credito la cui funzione tipica è quella di rimandare il pagamento di una somma in denaro.
In Italia la disciplina principale è contenuta nella cosiddetta legge cambiaria (R.D. 14 dicembre 1933, n. 1669).

## Tipi di cambiali
Esistono due tipi di cambiale:
- cambiale propriamente detta (più comunemente nota come tratta): il traente dà ordine al trattario di pagare una somma al beneficiario del titolo. Il traente risponde del pagamento della cambiale, ma può esonerarsi dalla responsabilità per l'accettazione della stessa. Le figure coinvolte in tale tipologia di cambiale sono 3: il traente (colui che spicca la cambiale), il trattario (che deve accettare la tratta e risulterà l'obbligato principale), il beneficiario (che riscuote il pagamento); nel caso in cui questo coincida col traente (in questo caso, indicherà, nei termini dedicati al beneficiario il termine me medesimo o all'ordine mio proprio), si parlerà di tratta da due persone.
- vaglia cambiario (anche solo pagherò): l'emittente fa una promessa di pagamento al creditore, ovvero al beneficiario del titolo. La cambiale viene firmata dall'emittente. Le figure coinvolte in tale titolo sono: beneficiario (in questo caso detto prenditore) ed emittente.

Oltre alle suddette tipologie di cambiali, che costituiscono i casi a cui la normativa fa sempre riferimento (a meno di indicazioni specifiche) esistono, poi, alcune forme speciali di cambiali, oggi piuttosto rare, per cui è stata emanata una normativa a sé stante. È il caso della cambiale agraria, della cambiale finanziaria e della cambiale ipotecaria.

### La cambiale agraria
La cambiale agraria si distingue, non solo per il regime fiscale particolarmente agevolato, ma anche per il privilegio sui beni.

### Cambiali finanziarie
Le cambiali finanziarie sono disciplinate dalla legge 13 gennaio 1994, n. 43. Sono caratterizzate dall'essere emesse in serie, all'ordine, con durata ben delimitata (minimo 1 mese massimo 36 mesi) in cui la girata è senza garanzia per evitare azioni di regresso. L'istituto, mutuato dall'esperienza estera, voleva creare un titolo di credito intermedio tra la cambiale classica e l'obbligazione, ma non ha avuto in Italia la stessa fortuna avuta su altre piazze finanziarie.
Il legislatore, visto l'insuccesso dell'istituto originario, ha tentato di rilanciarlo nel 2003, allungando l'intervallo di tempo per la sua emissione (minimo un mese - massimo 18 mesi).

### Cambiale ipotecaria
La cambiale ipotecaria consiste in un credito cartolare garantito da ipoteca. La peculiarità risiede nel fatto che la garanzia non riguarda il credito sottostante ma il rapporto cartolare stesso.

## Caratteristiche
La cambiale presenta le seguenti caratteristiche:
- è un titolo all'ordine: è trasferibile mediante girata;
- è un titolo autonomo: non si fa riferimento al rapporto fondamentale tra creditore e debitore che ha dato origine all'emissione della cambiale;
- è un titolo formale: solo il documento che ha i requisiti previsti dalla legge vale come titolo di credito;
- è un titolo completo: tutte le clausole che individuano e regolano il diritto cartolare di credito devono essere contenute nello stesso documento cambiario;
- è un titolo esecutivo: se in regola con il bollo, vale come titolo esecutivo, non c'è quindi bisogno di munirsi di una sentenza di condanna o di un decreto ingiuntivo di pagamento nel caso in cui l'emittente (nel caso del pagherò) e/o il trattario (nel caso della cambiale tratta) non paga a scadenza l'effetto.
- è un titolo astratto: non dice la causa per cui è stata emessa la cambiale.

## Requisiti della cambiale
La cambiale è compilata su appositi moduli, che vengono predisposti dall'amministrazione finanziaria, con l'assolvimento dell'obbligo di bollatura. Vale anche come cambiale qualsiasi foglio che presenti i requisiti essenziali. I requisiti formali sono quelli essenziali e quelli naturali.
Quelli essenziali sono tali quando la loro mancanza determina la nullità della cambiale. Essi sono:
- denominazione di cambiale (tratta o pagherò cambiario);
- ordine o promessa incondizionata di pagamento verso il portatore del titolo;
- indicazione nella cambiale del nome di chi è designato a pagare, ossia il trattario (trattario può essere lo stesso traente);
- nome del primo beneficiario;
- data della emissione della cambiale;
- sottoscrizione del traente o emittente.
- in mancanza totale o parziale dell'assolvimento dell'imposta di bollo la cambiale non può essere protestata (il bollo corrisponde al 12 ‰ dell'importo della cambiale);

Quelli naturali sono tali quando la loro lacuna viene colmata da norme suppletive. Essi sono:
- scadenza: se manca, la cambiale si considera pagabile a vista; altrimenti le scadenze previste sono: a vista, a certo tempo vista, a certo tempo data, a giorno fisso;
- indicazione del luogo di emissione: in mancanza si considera sottoscritta nel luogo accanto al nome del traente o emittente; in mancanza anche di questo la cambiale è nulla;
- indicazione del luogo di pagamento: in mancanza la cambiale è pagabile accanto al nome del trattario o luogo di emissione; è possibile indicare anche il domicilio di un terzo (cambiale domiciliata).

La cambiale è valida pure se non è assolta l’imposta di bollo, ma non può usarsi come titolo esecutivo, quindi non può essere oggetto di protesto.

## Cambiale in bianco

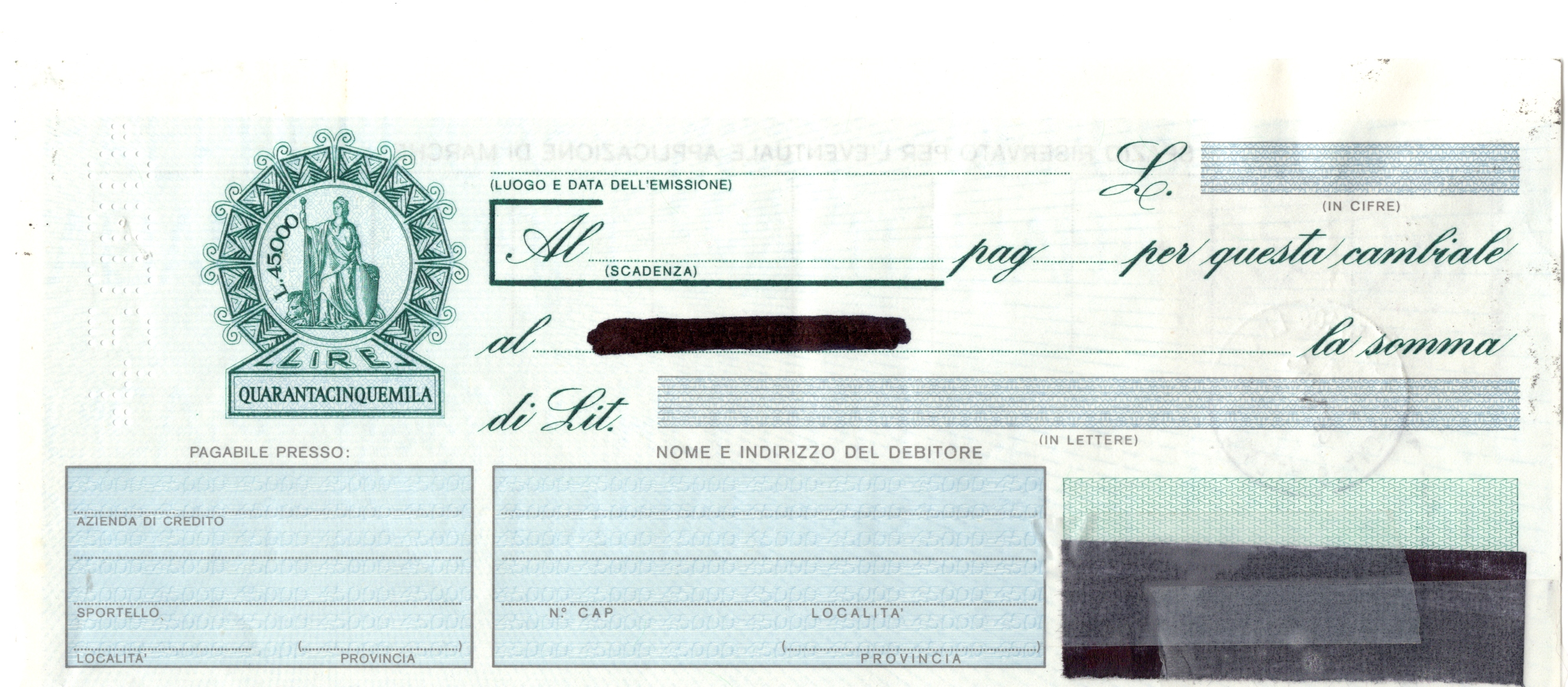
Cambiale in Lire italiane, in bianco

Il titolo privo di alcuni requisiti essenziali non vale come cambiale, ma solo nel momento in cui viene richiesto il pagamento. È possibile quindi riempire la cambiale anche successivamente l'emissione con l'accordo di riempimento. È necessario solo che la cambiale all'emissione sia provvista della denominazione “cambiale” e della sottoscrizione dell'emittente.
C'è il rischio comunque che l'accordo di riempimento non venga rispettato, con abusivo riempimento. L'eccezione di abusivo riempimento è un'eccezione personale, quindi non è opponibile al terzo possessore in buona fede. L'accordo di riempimento decade dopo 3 anni dalla sottoscrizione.

## Circolazione
La disciplina ricalca quella dei titoli di credito all'ordine, con alcune peculiarità. Il trasferimento può essere escluso dal traente o dall'emittente, con clausola “non all'ordine”. In questo caso la cambiale è trasferibile solamente tramite cessione dei crediti. La circolazione delle cambiali, al pari degli altri titoli di credito, avviene per tramite del negozio giuridico della girata (apposta a tergo della cambiale in apposito spazio dedicato). Essa è costituita dalla firma del beneficiario accompagnata dalla dicitura "E per me pagate al sig. XXX", seguita dal luogo e dalla data di girata. In tal caso ci si trova dinanzi a una girata propria ed "in pieno" in quanto, il nuovo beneficiario (giratario), viene individuato chiaramente. Il giratario potrà poi, a sua volta, girare ulteriormente la cambiale. Il numero delle girate è illimitato. La girata può essere apposta sulla cambiale anche per tramite della semplice firma del beneficiario, in tal caso essa è detta in bianco trasformando la cambiale in titolo al portatore. Le girate proprie, siano esse in pieno o in bianco, sono sempre incondizionate. Il girante, in ogni caso, risponderà nei raffronti del nuovo beneficiario come obbligato di regresso (ciò al pari di eventuali altri giranti precedenti). In ogni caso con le girate proprie, il beneficiario girante, trasferisce il credito insito nel titolo di credito ad un altro soggetto detto giratario. Per il principio dell'autonomia, chiunque si ritrovi in possesso di una cambiale a seguito di una corretta serie di girate, può vantare il credito in essa incorporato al di là delle ragioni che indussero le parti originarie a sottoscrivere il titolo. Al fianco di tali girate (dette proprie, in quanto in grado di trasferire la titolarità del credito incorporato nella cambiale) vi sono, poi, le cosiddette girate improprie che vengono apposte a tergo del titolo (al pari di quelle proprie) ma non hanno lo scopo di trasferire il diritto al credito quanto, piuttosto, di autorizzare una banca ad incassare il credito incorporato nella cambiale, ciò in nome e per conto del titolato. Le girate improprie sono apposte con la dicitura "E per me pagate all'Istituto di Credito XXX, valuta per l'incasso", seguita dal luogo e dalla data di girata.

## Cambiale aumentata del bollo
Dal momento che le tratte sono spiccate dal traente (che solitamente è anche il beneficiario della tratta), gli accordi tra le parti, possono prevedere che l'importo dell'effetto venga aumentato del costo del bollo (in quanto, tale onere, è pagato dal traente all'atto dell'emissione). Il bollo, pur non essendo requisito essenziale, garantirà l'esecutività del titolo. Il valore della tratta, nei casi in cui essa venga aumentata del valore del bollo, si ottiene mediante un'operazione computistica detta del sotto mille, ciò moltiplicando il valore base della cambiale per mille e dividendo il valore ottenuto per 988. Ad esempio, se una tratta dovesse essere spiccata per 1.200 euro e le parti si accordassero per l'emissione di una tratta aumentata del bollo, il valore di tale bollo sarebbe così determinato: euro (1200*12/988) = 14,57. Tale valore sarà quindi approssimato a 14,60 in quanto, il bollo cambiario, deve essere arrotondato per legge al decimo di euro. Il valore del bollo così ottenuto (e cioè 14,60 euro) sarà quindi sommato al valore di base della tratta ottenendo, appunto, l'importo della cambiale aumentata del bollo cambiario: 1.200+14,60 = 1.214,60. A riprova della correttezza del procedimento si può calcolare, ex post, il valore del bollo sull'importo sopra determinato, ottenendo: 1.214,60*12/100 = 14,57. L'importo ottenuto altro non è che il valore del bollo assolto all'atto dell'emissione, di cui si chiede rimborso al trattario. L'accettazione di essa da parte del trattario è sufficiente per dimostrare l'accordo tra le parti.
Possibili errori potrebbero essere dati dall'aumentare la cambiale di un bollo calcolato sul valore iniziale della cambiale e cioè, relativamente all'esempio di cui sopra, di un bollo pari a (1.200*12/1000) ossia di 14,40 euro. Si otterrebbe, con tale errato procedimento, una cambiale di euro (1.200 + 14,40) ossia di euro 1.214,40, bollata per soli 14,40 euro (onere di cui si chiede il rimborso assommandolo al valore iniziale della cambiale). Si cadrebbe però in un errore di computisteria: infatti, con un importo di 1.214,40, la cambiale deve garantire un assolvimento di bollo pari a 1.214,40*12/100 e cioè di 14,60 euro (e non di 14,40 euro). La differenza tra il bollo apposto e il bollo dovuto potrebbe creare successivi problemi in merito all'esecutività del titolo. Pertanto, nel caso in cui si voglia determinare il valore di una tratta aumentata del bollo, è assolutamente necessario ricorrere all'operazione computistica del sotto mille.
La problematica della cambiale aumentata del bollo non si estende quasi mai ai pagherò in quanto, tali effetti, sono emessi dal debitore. La cambiale aumentata del bollo costituisce esempio di traslazione di imposta dal traente al trattario.

## Capacità cambiaria
La sottoscrizione di cambiali è un atto eccedente l'ordinaria amministrazione. Può emettere una cambiale autonomamente solo il maggiore di età.
Il minore o l'interdetto può assumere obbligazioni cambiarie solo tramite rappresentante legale e solo previa autorizzazione del giudice.
Per gli inabilitati e i minori emancipati c'è bisogno della firma del curatore “per assistenza” oltre che la firma dell'interessato. In mancanza il curatore è obbligato personalmente.

## Rappresentanza cambiaria
Il rappresentante cambiario senza poteri è in deroga al diritto comune obbligato come se avesse firmato in proprio. Il falso rappresentato può eccepire anche al terzo possessore in buona fede il difetto di rappresentanza.

## Obbligazioni cambiarie
Indipendenza delle obbligazioni cambiarie: ciascun obbligato cambiario assume un'obbligazione indipendente dalle altre: ciò significa che se l'obbligazione del traente è invalida per falsità della firma, coloro che si sono obbligati successivamente sono obbligati al pagamento della cambiale.

## Gli obbligati cambiari
Gli obbligati cambiari sono obbligati in solido verso il portatore della cambiale stessa. Esistono due categorie di obbligati cambiari: diretti e di regresso. L'azione nei confronti di quelli diretti non è subordinata a particolari formalità, l'azione nei confronti di quelli di regresso è subordinata al verificarsi del rifiuto dell'accettazione o del pagamento e alla levata del protesto.
Sono obbligati diretti: emittente, accettante, loro avallanti. Sono obbligati di regresso: traente, giranti, loro avallanti, accettante per intervento.

### Gradi cambiari
Nei rapporti interni solo uno deve sopportare il peso del pagamento, gli altri sono per legge garanti di grado successivo. Nella cambiale tratta i gradi sono: accettante, traente, giranti. Nel vaglia i gradi sono: emittente e giranti. Se paga un obbligato di grado intermedio è liberato nei confronti sia del debitore che nei, rapporti interni. Egli ha diritto di rivalsa sugli obbligati di grado anteriore.

### Accettazione
L'accettazione è una dichiarazione con la quale il trattario si obbliga a pagare la cambiale alla scadenza. Tale negozio giuridico riguarda le sole tratte in quanto, il traente (che spicca la cambiale), dà un ordine di pagare (ad un beneficiario) una somma e, col negozio giuridico dell'accettazione, il trattario provvede nell'accettare tale ordine, configurandosi, per conseguenza, quale obbligato principale. In caso di mancata accettazione da parte del trattario, l'obbligato principale (nei raffronti del beneficiario) resta il traente. Il negozio giuridico dell'accettazione, nei pagheró non esiste, ciò perché, l'emittente, è già obbligato principale promettendo di pagare una certa cifra al beneficiario a scadenza cambiale. Con l'accettazione il trattario diventa obbligato principale; prima di tale accettazione, quindi, non si può esercitare nei suoi confronti alcuna azione. La presentazione all'accettazione è una facoltà del portatore, il traente può vietare che la cambiale sia accettata, fermo restando che anche la cambiale non accettabile deve essere presentata per il pagamento. Se è a certo tempo vista la presentazione all'accettazione è obbligatoria, poiché la scadenza decorrerà dalla data di accettazione. L'accettazione (al pari di ogni negozio giuridico cambiario) deve essere incondizionata ma può essere limitata ad una sola parte della somma. Essa è rilasciata con l'indicazione a fronte titolo della dicitura per accettazione o visto seguita da data e firma.

## Pagamento della cambiale

### Il portatore
Il portatore della cambiale è colui che è legittimato a richiedere il pagamento. Chi paga deve controllare solo la regolarità formale delle girate, le girate cancellate si hanno per non scritte, se una girata è in bianco il beneficiario si presume essere colui che ha girato la cambiale successivamente. La cambiale deve essere presentata al pagamento al trattario, all'emittente o alla diversa persona indicata.
In deroga al diritto comune il portatore non può rifiutare il pagamento parziale, per tutelare gli obbligati di regresso. In questo caso il debitore può esigere che ne venga fatta quietanza.
In caso di pagamento completo la cambiale viene restituita al debitore cambiario. Essa fungerà da quietanza.

### Rinnovo della cambiale
Sebbene oggi come oggi rarissima, può verificarsi la dinamica del cosiddetto rinnovo cambiario. Alla scadenza, infatti, il debitore cambiario, su richiesta, può ottenere dal creditore cambiario un rinnovo totale o parziale della cambiale in scadenza. La scarsa diffusione delle cambiali ha quasi annullato i casi di rinnovo di esse. Ad ogni modo non è vietato porre in essere la procedura.
Solitamente il rinnovo della cambiale (parziale o totale) prevede il pagamento di interessi calcolati sull'ulteriore dilazione che possono essere pagati in contanti all'atto del rinnovo o essere ricompresi nell'importo della nuova cambiale. All'atto del conceduto rinnovo viene prolungata la scadenza della cambiale.
Il rinnovo avviene attraverso lo stralcio della precedente cambiale accompagnata dalla contemporanea emissione della nuova cambiale.
Il rinnovo può essere stabilito anche a monte, ciò con un accordo tra beneficiario e debitore cambiario ma, in considerazione del fatto che tale accordo risulterebbe extracartolare, esso potrà essere eccepito solo al beneficiario e non anche ad eventuali giratari.

## Garanzie e negozi

### Avallo
Consiste precisamente in una firma di garanzia posta sulla cambiale da una terza persona che garantisce il pagamento nel caso in cui l'obbligato principale non ne onori il pagamento. Deve risultare sul titolo. Vale come avallo anche la semplice sottoscrizione, purché non si tratti di quella del traente o del trattario o dell'emittente. Si deve indicare per quale persona è dato l'avallo. In mancanza si intende dato per il traente o emittente. Anche per l'avallo vale il principio di indipendenza della cambiale: l'invalidità dell'obbligazione principale non costituisce presupposto dell'invalidità dell'avallo. Per questo motivo si distingue dalla fideiussione, che ha carattere accessorio e cumulativo.
Anche l'avallante diviene obbligato cambiario e, di conseguenza, la sua obbligazione sarà del tutto autonoma rispetto a quelle degli altri obbligati, avallato compreso.
L'avallante affianca la sua posizione a quella dell'avallato ed assume gli stessi obblighi cambiari di quest'ultimo.
Nell'ordine cambiario, invece, l'avallante si pone nella posizione immediatamente successiva al suo garantito (art. 37 l.c.) e risponde in solido con lui del pagamento.
Una situazione particolare si verifica nel caso in cui più persone hanno dato avallo per uno degli obbligati cambiari si ha il "coavallo" (più obbligati hanno assunto una posizione di pari grado nella cambiale non ha luogo tra loro l'azione cambiaria e il rapporto è regolato con le norme relative alle obbligazioni solidali)
La forma dell'avallo:
- è apposto sulla cambiale o sull'allungamento
- è espresso con le parole "per avallo" o “avallo” o con ogni altra formula equivalente
- si deve indicare per chi è dato. In mancanza di questa indicazione si intende dato per il traente
- dopo la dichiarazione è necessaria la firma dell'avallante; può bastare la sola firma dell'avallante apposta sulla faccia anteriore della cambiale

### Girata
La girata è l'atto con il quale un soggetto (girante) in virtù del requisito dell'incorporazione propria dei titoli di credito, trasferisce ad un altro soggetto (giratario) la legittimazione di un titolo di credito (di solito un assegno o una cambiale).
In pratica, col negozio giuridico della girata, il girante dà ordine al debitore indicato nel titolo di pagare ad un altro soggetto, detto giratario. Tale soggetto terzo deve essere diverso da quello originario indicato nel titolo.
La girata può essere piena o in bianco: il titolo con girata piena può essere portato all'incasso solo dal beneficiario, quello con girata in bianco dal possessore del titolo.
Girata in pieno: con la girata in pieno il girante, oltre ad apporre la sua firma indica il nominativo del giratario e cioè di colui che è divenuto nuovo beneficiario del titolo. Ad es. “E per me pagate il sig. Mario Rossi di Milano, firmato Luigi Felli” ove, il sig. Rossi, è il giratario e, quindi, il nuovo beneficiario mentre, il sig. Felli, è il girante ossia il precedente beneficiario.
Girata in bianco: il girante appone semplicemente la propria firma, senza indicare alcun beneficiario.
Il titolo può essere girato più volte, prima di essere portato all'incasso.
È da rilevare che le persone che girano il titolo si assumono comunque la responsabilità del pagamento del titolo. Tale responsabilità può essere esclusa mediante l'apposizione della clausola "senza garanzia" che fa sì che venga esclusa la responsabilità nei confronti di tutti i successivi giratari ovvero con la clausola "non all'ordine" che se apposta da un girante gli evita la responsabilità verso gli altri giranti successivi al primo.
Nell'ordinamento italiano, la girata è regolata dagli articoli 2008, 2009, 2010, 2011, 2012, 2013 e 2014 del codice civile.
La girata propria (in pieno o in bianco) trasferisce il credito insito nel titolo, in virtù del requisito di "incorporazione del credito".
A fianco dell'istituto della girata propria sussiste anche l'istituto della girata impropria. Le girate improprie non hanno lo scopo di sfruttare il requisito di incorporazione dei titoli di credito e, pertanto, non hanno lo scopo di trasferire il credito (insito nel titolo) dal girante al giratario. Esse hanno il solo scopo di affidare il titolo ad una banca ai fini dell'incasso. Si distinguono dalle girate proprie per la seguente formula inserita in coda alla girata: "valuta per l'incasso". Ad esempio: "E per me pagate alla BNL fil. 1 di Belluno, valuta per l'incasso", data e firma.

### Accettazione
Tale negozio giuridico riguarda le sole tratte ed è l'atto con cui (attraverso apposizione di firma) il trattario accetta incondizionatamente l'ordine di pagare un beneficiario (ordine spiccato dal trattario).
Tale negozio giuridico si perfeziona con apposizione, sul fronte della cambiale, della formula “accetto” o “per accettazione” o “visto” seguita da data e firma dell’accettante.

## Nel resto del mondo

### Commercial papers
I commercial papers potrebbero essere definiti come l'equivalente della cambiale negli Stati Uniti. Essi furono introdotti da Marcus Goldman nel 1869, e per molto tempo svolsero un ruolo fondamentale per il finanziamento delle imprese.